# Intuitionnisme moral
L'intuitionnisme moral est, en méta-éthique, la doctrine selon laquelle il existe des vérités morales indépendantes de notre esprit (réalisme moral) et nous pouvons les connaître immédiatement par intuition. L'intuitionnisme moral a notamment été soutenu par des philosophes britanniques (Henry Sidgwick et George Edward Moore).

## Définition
Dans The Methods of Ethics (1874), Henry Sidgwick définit l'intuitionnisme moral, auquel il adhère, en lien avec la conscience morale. Pour Sidgwick, l'intuitionnisme considère que la moralité (rightness) est une qualité qui appartient aux actions elles-mêmes et qui est saisie par simple inspection de l'action, en sorte qu'il faut la traiter indépendamment des motifs et des effets. Cette inspection est le propre de la conscience morale qui est en tout homme : si nous écoutons la voix intérieure de notre conscience, nous saurons juger de la moralité ou de l'immoralité d'une action particulière.  
George Edward Moore explicite dans ses Principia ethica (1903) les thèses intuitionnistes, qu'il défend, de la façon suivante :
1. Les propriétés morales, quoique attribuées en fonction des propriétés naturelles, ne sont pas réductibles aux propriétés naturelles ;
2. Les propriétés morales appartiennent réellement aux choses, elles ne sont pas projetées sur elles ;
3. Certaines vérités morales sont connues de nous sans inférence ni affection.

La première proposition établit une relation dite de « survenance » des propriétés morales avec les propriétés physiques ou naturelles ; la seconde décrit la thèse réaliste de l'intuitionnisme moral; la troisième proposition constitue la thèse propre de l'intuitionnisme de Moore, qui ne relève ni du « bon sens » traditionnellement associé à la raison, ni du « sens commun » associé aux affects (Thomas Reid).
L'intuitionnisme tient certaines propositions éthiques pour décidables, elle constitue donc une forme de cognitivisme moral.

## Histoire
La notion d'intuition morale s'est développée dans le contexte de la philosophie britannique. Elle a été particulièrement populaire au sein du groupe de Bloomsbury au début du XXe siècle. 
Sidgwick, dans un manuel consacré à l'histoire de l'éthique, distingue deux grands courants historiques de l'éthique intuitionniste : 
1. Le plus ancien, qui naît dans la seconde moitié de XVIIe siècle, en réaction contre la doctrine de Hobbes sur l'égoïsme, se développe d'abord chez les platoniciens de Cambridge et en particulier chez Ralph Cudworth, puis s'exacerbe dans le rationalisme de Samuel Clarke ;
2. Le second, plus tardif, traite la conscience morale comme un sens moral analogue aux différents sens et est représenté par les philosophes du sens commun, notamment Thomas Reid.

Les premiers intuitionnistes (les platoniciens de Cambridge R. Cudworth, et H. More, au XVIIe siècle ; S. Clarke et R. Price, au XVIIIe siècle) affirmaient que les vérités morales étaient connues par la raison. Ils rejetaient le volontarisme, l'idée qu'une chose est bonne parce qu'elle est voulue (par Dieu pour Calvin ou par les hommes pour Hobbes) et le subjectivisme des théoriciens du sens moral : Hutcheson et Hume. Mais les objections de ce dernier à l'idée d'une raison pratique ont mené les intuitionnistes ultérieurs (T. Reid, G. E. Moore, W. D. Ross et H. Prichard) à postuler une faculté morale distincte.